# Düsseldorf (Schiff, 1912)
Die Düsseldorf der Deutsch-Australischen Dampfschiffs-Gesellschaft (DADG) in Hamburg war ein 1912 von der Werft Joh. C. Tecklenborg gebauter Standardfrachter mit Kühleinrichtung für den Australiendienst. Die Werft lieferte zwischen 1911 und 1914 sieben fast identische Schiffe an die DADG.
Bei Kriegsbeginn 1914 suchte die Düsseldorf  in Barcelona Zuflucht und verblieb dort während des Weltkrieges. Nach den Kapitulationsbedingungen waren auch die in neutralen Staaten befindlichen Schiffe an die Entente-Staaten auszuliefern. Im Mai 1919 wurde das Schiff der französischen Regierung zur Verfügung gestellt. 1920 wurde die Düsseldorf an Großbritannien abgegeben. Dort bereederten die Ellerman Lines das Schiff, die es schließlich als City of Boston ankauften.
Im Juli 1927 kaufte der Norddeutsche Lloyd in Bremen die ehemalige Düsseldorf an, der bei der Übernahme der Bremer Roland-Linie schon vier ähnliche, in Flensburg gebaute DADG-Frachter erhalten hatte. Die Düsseldorf wurde in Grandon (II) umbenannt. Bei der staatlichen Entflechtung der deutschen Reedereien gab der NDL sie an die Hamburg-Süd ab. Dort wurde sie 1937 in Patagonia umbenannt. Aus Montevideo kommend konnte sie im November 1939 noch die Heimat erreichen.
Das Schiff überlebte schwer beschädigt den Krieg. Am 4. Oktober 1945 wurde die ehemalige Düsseldorf von den Briten als eines der ersten Schiffe mit Gasmunition im Skagerrak versenkt.

## Baugeschichte und Einsätze  bis 1919
Die Düsseldorf gehörte zu einer Serie von sieben 5800 BRT-Frachtern von über 9000 tdw Tragfähigkeit mit einer Ladungskühlung, die von der DADG bei der Tecklenborg-Werft von 1911 bis 1914 beschafft wurden. Diese Schiffe waren die ersten und einzigen Neubauten der Geestemünder Werft für die Hamburger Frachtschiffsreederei. Die Düsseldorf wurde als viertes Schiff der Tecklenborg-Serie im März 1912 fertiggestellt. Benannt war das Schiff nach Düsseldorf, dem Hauptort des gleichnamigen Regierungsbezirks der preußischen Rheinprovinz.
Am 30. März 1912 begann die Jungfernreise der Düsseldorf mit einer Stückgutfracht von Hamburg über Antwerpen und Südafrika nach Australien, das am 23. Mai erreicht wurde und wo sie bis zum 7. Juli Ladung für die Rückreise in verschiedenen Häfen aufnahm. Mitte September traf das Schiff, dessen Rückreise durch das Rote Meer, den Suezkanal und das Mittelmeer erfolgte, wieder in Antwerpen ein. Schon am 21. September begann in Hamburg die nächste Ausreise nach Australien. Am 6. Dezember begann aus Sydney die Rückreise nach Europa über Häfen auf Java gleichzeitig mit der Hanau (4213 BRT, 1907). Vorher lief sie in Australien erstmals Cairns als bisher größtes Schiff an. Allerdings lief sie nicht in den Hafen, da nicht hinreichend Fracht vorhanden war. Das Vorstandsmitglied Böger besichtigte den Hafen und sagte ein direktes Anlaufen bei hinreichend Fracht durch die DADG zu. Die Düsseldorf erreichte am 25. Februar 1913 Le Havre. Am 8. März lief das Schiff dann zu seiner nächsten Reise aus, die wieder über East London nach Australien führte. Am 27. April traf sie unter Kapitän Saegert in Fremantle mit der Magdeburg (5154 BRT, 1900), einem der älteren Zwei-Schornstein-Schiffe der DADG, unter Kapitän Orgel zusammen, das Fracht in den östlichen australischen Staaten aufgenommen hatte. Am 16. Mai begann dann die Rückreise über Townsville und etliche Häfen in Niederländisch-Indien, dem heutigen Indonesien. Mitte August erreichte die Düsseldorf wieder ihren Heimathafen Hamburg.
Für den Herbst 1913 bot die DADG vierwöchentliche Abfahrten ab Townsville durch die Torres-Straße nach Makassar, Surabaya, Semarang, Batavia und Penang an, die dann weiter durch den Suezkanal nach Marseille, Amsterdam und Hamburg führen sollten. Die erste Reise sollte am 9. Oktober von der Elmshorn durchgeführt werden, der dann etwa vier Wochen später die Düsseldorf folgen sollte. Die Schiffe sollten auch gegebenenfalls Vieh transportieren können. Die Düsseldorf kam planmäßig zum Einsatz und lief diesmal auch den Hafen von Cairns mit 450 t Ladung an. Am 22. Januar 1914 war sie dann wieder in Nordeuropa und lief in Le Havre ein. Hamburg wurde am 3. Februar erreicht.
Am 10. März 1914 begann die letzte Vorkriegsreise der Düsseldorf in Hamburg. Am 20. April 1914 erreichte sie Fremantle, wo am gleichen Tag auch der Reichspostdampfer Gneisenau aus Bremen eintraf. Ende April lud sie Weizen in Sydney. Am 15. Mai begann die Rückreise in Sydney, wo sie mit der Colmar (6184 BRT, 1912) der DADG, die nach Brisbane weiterlief, und der Luxor der DDG Kosmos zusammengetroffen war. Die Luxor kehrte über den Pazifik nach Chile zurück.

## Auslieferung nach dem Weltkrieg
Bei Kriegsbeginn 1914 suchte die Düsseldorf in Barcelona Zuflucht und verblieb dort während des Weltkrieges. Nach den Kapitulationsbedingungen waren auch die in neutralen Staaten befindlichen Schiffe an die Entente-Staaten auszuliefern. Im Mai 1919 wurde das Schiff der französischen Regierung zur Verfügung gestellt. Mit der Fremantle aus Cádiz und der aus Deutschland ausgelieferten Mannheim verfügten die Franzosen über drei nahezu identische Schiffe. Die beiden letztgenannten Dampfer wurden von der Messageries Maritimes übernommen, die Düsseldorf jedoch 1920 nach Großbritannien abgegeben. Dort bereederten die Ellerman Lines das Schiff, kauften es 1920 an und gaben ihm den Namen City of Boston. Das Schiff soll unter französischer Flagge zwei Reisen nach Australien durchgeführt haben und ist als Ellerman-Schiff mehrfach nach Australien eingesetzt gewesen.

## Wieder unter deutscher Flagge
Im Juli 1927 erwarb der Norddeutsche Lloyd von Ellermann für je £ 50000 zwei ehemals deutsche Frachter mit der Kosmo (ex Nordmark, 5170 BRT, 1913, Hapag), die in Nürnberg umbenannt wurde, und der City of Boston, vorher Düsseldorf der DADG, die den Namen Grandon (II) erhielt. Damit verfügte der NDL über fünf ehemalige DADG-Frachter mit Kühleinrichtung, da er durch die Übernahme der Roland-Linie die in Flensburg gebauten, sehr ähnlichen Murla (ex Forst), Witram (ex Melbourne), Justin (ex Hobart) und Witell (ex Canstatt) seit Januar 1926 besaß. Im April 1928 wurde mit der Remscheid (ex Waldenburg) noch ein weiteres Schiff dieser Klasse hinzugekauft.
Den Namen Grandon hatte zuvor schon ein Küstenfrachter geführt, der auch durch die Übernahme der Roland-Linie zum NDL gekommen war. Dieses Schiff von 753 BRT war als Talita 1918 in den Niederlanden gebaut worden und im Dezember 1920 vom Roland gekauft und umbenannt worden. Beim NDL war es im Juli 1926 erneut umbenannt worden in Specht und wurde dann 1934 an die wieder getrennte Argo-Reederei weitergegeben.
1930 wurde die Grandon (II) unter Kapitän W. Kühlken erneut auf ihrer alten Stammstrecke nach Australien eingesetzt. Kühlken hatte schon 1914 den NDL-Frachter Pfalz kommandiert und mit ihm vergeblich versucht, Melbourne unmittelbar bei Kriegsausbruch zu verlassen. Er hatte dann den Weltkrieg in australischer Internierung verbracht und das Kommando über die Grandon übernommen, um nochmals Australien zu besuchen. Zur Fracht des Schiffes gehörten zwei über 30 Tonnen schwere Elektrolokomotiven. 18 Mann verließen in Australien illegal das Schiff, um in Australien ein neues Leben zu beginnen. Am 2. Juli traf die Grandon dann wieder in Bremen ein.
Im Frühjahr 1931 führte sie eine weitere Reise nach Australien durch. An Bord wurden u. a. ein Russe und zwei Esten als blinde Passagiere entdeckt, die dann an Bord arbeiten durften, aber keine Einreiseerlaubnis nach Australien erhielten. Vor dem Einlaufen in Adelaide sprangen sie über Bord, um an Land zu schwimmen. Der Vorgang kostete die Reederei £ 300, obwohl man vermutete, die drei seien ertrunken.
Haupteinsatzgebiet für die ehemaligen DADG-Schiffe wurden dann die Routen nach Südamerika. Im Zuge der Entflechtung der deutschen Reedereien kam die Grandon, wie die bei der FSG gebauten Schwesterschiffe Witell und die Witram, zur Hamburg-Süd. Anfangs gechartert, wurden sie der Hamburg-Süd mit Heimathafen Bremen übertragen und nach endgültiger Bezahlung im Laufe des Jahres 1937 umbenannt.
Die Grandon wurde so am 3. August 1937 die zweite Patagonia der Hamburg-Süd (Heimathafen weiter Bremen). Den Namen der südargentinischen Landschaft Patagonien hatte bei der Hamburg-Süd von 1890 bis 1904 ein Postdampfer von 2975 BRT geführt.
Am 1. September 1939 verließ die Patagonia Buenos Aires mit einer Ladung von 2200 t Gefrierfleisch aus Rosario zur Restladungsübernahme nach Montevideo. Am 3. wurde Montevideo mit Kurs Heimat verlassen. Wegen der Versenkung der Olinda (4576 BRT, 1927, HDSG) durch den britischen Kreuzer Ajax brach der Dampfer die Reise ab und ging zunächst unter der Küste vor Anker. Am 15. September wurden zusätzliche Kohlen in Montevideo übernommen und erneut die Heimreise versucht. Am 7. Oktober übernahm die Patagonia in Narvik in den vorhandenen Freiraum eine Erzladung, ergänzte in Norwegen ihren Kohlenvorrat und erreichte am 19. November 1939 Hamburg.
Ab 1940 wurde die Patagonia von der Kriegsmarine als Transporter zuerst nach Norwegen eingesetzt. Am 27. November erhielt der Transporter vor den friesischen Inseln einen Lufttorpedotreffer durch britische Beaufort-Torpedobomber der 22. Squadron / RAF. Das schwer beschädigte Schiff war erst Ende November 1941 wieder einsatzbereit. Ab Dezember 1942 wurde die Patagonia als Kühlschiff im Bereich des AOK Norwegen eingesetzt. Am 14. Mai 1944 erlitt sie bei einem sowjetischen Luftangriff auf der Reede von Kirkenes einen Bombentreffer und wurde schwer beschädigt auf Grund gesetzt.

### Das Ende derPatagonia
Das wieder gehobene und reparierte Schiff befand sich im Mai 1945 in Schülp b. Rendsburg am Nord-Ostsee-Kanal. Im September wurde es auf Befehl der britischen Militärverwaltung in Kiel, wie eine Anzahl weiterer Schiffe, mit Giftgasmunition beladen. Am 4. Oktober 1945 wurde die Patagonia (ex Grandon, City of Boston, Düsseldorf) im Skagerrak auf 58° 15′ 0″ N, 9° 35′ 0″ O zwischen Skagen und Arendal versenkt. Am selben Tag und im selben Seegebiet wurden noch die Dampfer Duburg (2675 BRT/1922), Louise Schröder (1327 BRT/1922) und Pillau (1308 BRT/1923) mit ähnlicher Ladung versenkt. Die norwegische Regierung hatte der Versenkung der Munition in dem Seegebiet 25 sm südöstlich von Arendal zugestimmt.

## Von Tecklenborg für die DADG  gefertigte Schiffe
| Stapellauf in Dienst  | Name      | Tonnage  | Werft                 | Schicksal |
| --------------------- | --------- | -------- | --------------------- | --- |
| 12.04.1911 20.05.1911 | Fremantle | 5964 BRT | Tecklenborg BauNr.239 | 1914 Zuflucht in Cádiz, 1919 nach Frankreich ausgeliefert: Andromede, Abbruch 1931 |
| 7.09.1911 17.10.1911  | Albany    | 5976 BRT | Tecklenborg BauNr.243 | 1914 Zuflucht in Syrakus, 1915 von Italien beschlagnahmt: Matteo Renato Imbriani, 20. März 1918 nach dem Auslaufen aus Marseille durch Minentreffer gesunken                                       |
| 7.10.1911 20.11.1911  | Mannheim  | 5979 BRT | Tecklenborg BauNr.244 | 1919 nach Frankreich ausgeliefert: Lieutenant St.Loubert Bie, 1950 Abbruch |
| 15.06.1912 6.08.1912  | Essen     | 5972 BRT | Tecklenborg BauNr.248 | 1914 Zuflucht in Delagoa Bay, 1916 von Portugal beschlagnahmt: Inhambane, 1955 Vassiliki/CR, 1959 Abbruch                                                                                          |
| 12.11.1912 21.12.1912 | Lüneburg  | 5912 BRT | Tecklenborg BauNr.251 | in Makassar/Niederländisch-Indien aufgelegt, 1919 ausgeliefert, P & O: Padua, 1934 Abbruch |
| 12.03.1914 11.04.1914 | Freiberg  | 5879 BRT | Tecklenborg BauNr.261 | in Surabaja/Niederländisch-Indien aufgelegt, 1919 ausgeliefert/ City of Sydney/GB, 1923 Rückkauf durch DADG: Lüneburg (II), 1926 Hapag, 1940 Sperrbrecher 9, 1. Juli 1944 vor Brest selbstversenkt |